# Microregiunea Ózd
Microregiunea Ózd (în maghiară Ózdi kistérség) a fost o microregiune statistică (kistérség) din județul Borsod-Abaúj-Zemplén, Ungaria.
Cu o populație de 65.864 locuitori și o suprafață de 549,74 km2, aceasta a existat până în 2014, când în Ungaria, microregiunile ”kistérségek” au fost înlocuite de districte (járások).